# Baron Monson

Wappen der Barone Monson

Baron Monson, of Burton in the County of Lincoln, war ein erblicher britischer Adelstitel in der Peerage of Great Britain.

## Verleihung, nachgeordnete und weitere Titel
Der Titel wurde am 28. Mai 1728 für den Unterhausabgeordneten Sir John Monson, 5. Baronet, geschaffen.
Er hatte bereits 1727 von seinem Vater den Titel 5. Baronet, of Carleton in the County of Lincoln, geerbt, der am 29. Juni 1611 in der Baronetage of England für seinen Urgroßvater Thomas Monson geschaffen worden war.
Der 7. Baron wurde am 13. August 1886 in der Peerage of the United Kingdom zum Viscount Oxenbridge, of Burton in the County of Lincoln, erhoben. Dieser Titel erlosch bereits bei seinem kinderlosen Tod am 16. April 1898. Die Baronie und Baronetcy fielen an seinen Bruder als 9. Baron.

## Liste der Titelinhaber

### Monson Baronets, of Carleton (1611)
- Thomas Monson, 1. Baronet (1565–1641)
- John Monson, 2. Baronet (1599–1683)
- Henry Monson, 3. Baronet (1653–1718)
- William Monson, 4. Baronet (1653–1727)
- Sir John Monson, 5. Baronet (1693–1748) (1728 zum Baron Monson erhoben)

### Barone Monson (1728)
- John Monson, 1. Baron Monson (1693–1748)
- John Monson, 2. Baron Monson (1727–1774)
- John Monson, 3. Baron Monson (1753–1806)
- John Monson, 4. Baron Monson (1785–1809)
- Frederick Monson, 5. Baron Monson (1809–1841)
- William Monson, 6. Baron Monson (1796–1862)
- William Monson, 1. Viscount Oxenbridge, 7. Baron Monson (1829–1898)
- Debonnaire Monson, 8. Baron Monson (1830–1900)
- Augustus Monson, 9. Baron Monson (1868–1940)
- John Monson, 10. Baron Monson (1907–1958)
- John Monson, 11. Baron Monson (1932–2011)
- Nicholas Monson, 12. Baron Monson (* 1955)

Mutmaßlicher Titelerbe (Heir Presumptive) ist der Bruder des aktuellen Titelinhabers, Andrew Monson (* 1959).